# Le Retour de K 2000
K 2000
Le Retour de K 2000 (Knight Rider) est une série télévisée américaine créée par David Andron produite par Doug Liman, Dave Bartis et Gary Scott Thompson, composée d'un téléfilm de 80 minutes et de dix-sept épisodes de 42 minutes. Le téléfilm a été diffusé le 17 février 2008 et la série a été diffusée entre le 24 septembre 2008 et le 4 mars 2009 sur le réseau NBC et en simultané sur le système E! au Canada.
Il s'agit d'une suite à K 2000 (Knight Rider), créée par Glen A. Larson et diffusée de 1982 à 1986.
En France, la série fut diffusée à partir du 5 juillet 2009 sur Canal+ Family puis rediffusée dès le 16 avril 2014 sur NRJ 12. Au Québec, le téléfilm a été diffusé le 27 décembre 2009 et la série à partir du 5 janvier 2010 sur Ztélé, et en Belgique sur Club RTL.

## Synopsis
La série retrace les aventures de Mike Traceur (Justin Bruening), fils caché de Michael Knight (David Hasselhoff), premier Knight Rider. Nouveau pilote, donc nouvelle voiture, c'est la série 3000 du modèle développé par Knight Industries. Il s'agit d'une Ford Mustang Shelby GT500 KR disposant d'un mode grande vitesse dit mode "attaque" et pouvant changer de couleur et se transformer en d'autres véhicules. À l'instar du modèle 2000, cette voiture est indestructible, non grâce à sa coque moléculaire, mais à l'aide de nanites qui composent son système.

## Distribution

### Acteurs principaux
- Justin Bruening (VF : Anatole de Bodinat) : Mike Traceur (pilote) puis Michael Knight (série)
- Deanna Russo (VF : Armelle Gallaud) : Sarah Graiman
- Paul Campbell (VF : Geoffrey Vigier) : Billy Morgan
- Smith Cho (VF : Nathalie Schmidt) : Zoe Chae
- Val Kilmer (VF : Philippe Catoire) : KITT (voix)
- Sydney Tamiia Poitier (VF : Barbara Beretta) : Carrie Rivai (téléfilm Pilote + épisodes 1 à 11)
- Bruce Davison (VF : Michel Laroussi) : Charles Graiman (téléfilm Pilote + épisodes 1 à 12)
- Yancey Arias (VF : Constantin Pappas) : Alex Torres (épisodes 1 à 12)

### Acteurs récurrents et invités
- David Hasselhoff (VF : Yves-Marie Maurin) : Michael Knight (cameo)
- Wayne Kasserman (V. F. : Jérémy Prevost) : Dylan Fass (pilote)
- Greg Ellis : Welther (pilote)

 Source et légende : version française (VF) sur RS Doublage

## Production
Le projet de Doug Liman et Dave Bartis a reçu une commande de téléfilm de deux heures en septembre 2007, qui sera réalisé par Steve Shill (en).
Le casting principal débute en novembre avec Justin Bruening, Sydney Tamiia Poitier, Deanna Russo, Bruce Davison, Wayne Kasserman et Greg Ellis et la voix de Val Kilmer, remplaçant Will Arnett.
La diffusion du pilote en février 2008 a battu des records pour NBC, avec 12,7 millions de téléspectateurs. Début avril, la série est mise en chantier. En juin, Paul Campbell décroche un nouveau rôle principal.
Le 10 octobre, soit après la diffusion des trois premiers épisodes, NBC commande quatre scripts additionnels, puis le 21 octobre, commande neuf épisodes supplémentaires, soit une saison complète de 22 épisodes.
Le 9 novembre, la production décide d'abandonner le format "terroriste de la semaine" et revenir aux sources de la série originale, un homme et sa voiture venant à l'aide des gens ordinaires. Conséquemment, Sydney Tamiia Poitier, Yancey Arias et Bruce Davison ne seront pas de retour. Le 3 décembre, NBC réduit sa commande à 17 épisodes et met un terme à la production, annulant la série. Le deuxième épisode en ordre de production, Knight Fever, a finalement été mis à l'horaire le 31 décembre 2009 sur NBC, chronologiquement avant les épisodes marquant le changement de direction.

## Épisodes
1. Retrouvailles (téléfilm pilote)
2. La Mallette (A Knight in Shining Armor)
3. La Mort au bout du canyon (Journey to the End of the Knight)
4. Nom de code : Iguana (Knight of the Iguana)
5. Étrange Randonnée (A Hard Day's Knight)
6. La Chasse aux mercenaires (Knight of the Hunter)
7. Le Robot tueur (Knight of the Living Dead)
8. Cibles sensibles (I Wanna Rock and Roll All Knight)
9. Les Signes du zodiaque (Knight of the Zodiac)
10. Le Virus (Knight Fever)
11. Mission explosive, 1re partie (Don't Stop the Knight)
12. Mission explosive, 2e partie (Day Turns into Knight)
13. Kitt contre Karr (Knight to King's Pawn)
14. Les Otages (Exit Light, Enter Knight)
15. Le Fight Club (Fight Knight)
16. Un témoin crucial (Fly by Knight)
17. Un vieil ami (Knight and the City)
18. Force surhumaine (I Love the Knight Life)

## La voiture Knight 3000

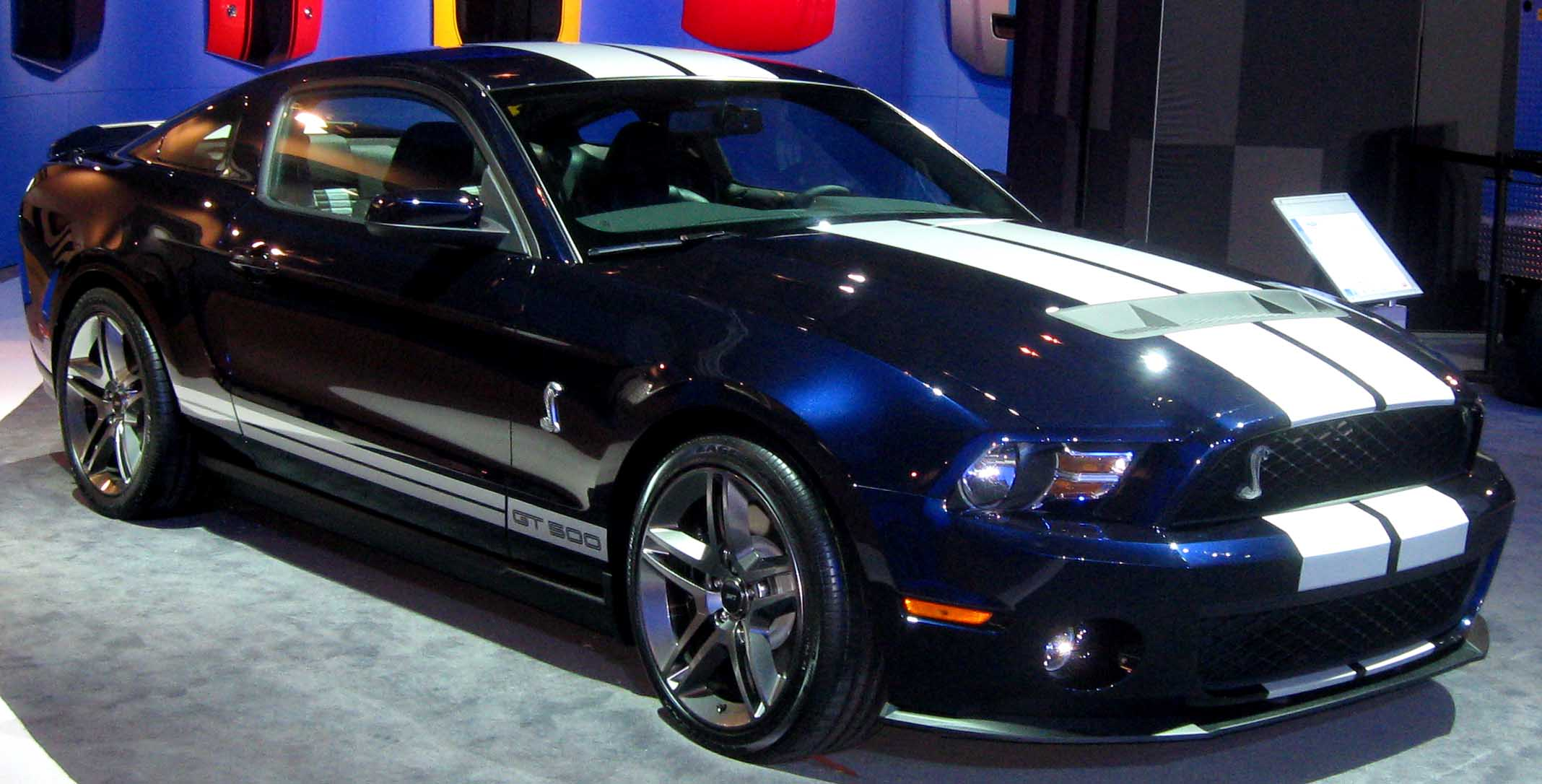
Une Ford Mustang GT500 photographiée en 2010.

La voiture de la série, bien que le nom reste inchangé, n'est pas le même KITT que celui des années 1980. Il s’agit d’un nouveau modèle de voiture intelligente, conçu par Charles Graiman, presenté comme le concepteur du premier KITT pour le compte de Wilton Knight (ce qui est démenti par la série originale). Dans cette nouvelle série, KITT signifie « Knight Industries Three Thousand » (3000), au lieu de « Knight Industries Two Thousand » (2000) dans la première série. On remarque néanmoins que les deux systèmes ont des caractères et des attitudes très similaires.
La Pontiac Trans Am 82 a également été troquée pour une Ford Mustang Shelby GT500 KR. Sa carrosserie est entièrement recouverte d'une nanotechnologie qui la rend indestructible et permet une auto-réparation du véhicule et des changements de formes et de couleurs. La carrosserie, directement reliée à KITT, est donc inactive lorsque celui-ci est désactivé, la voiture devenant entièrement vulnérable aux attaques et doit être utilisée en mode manuel. La version originale de KITT était protégée par une coque moléculaire.
À l'intérieur, KITT n'a plus la multitude de commandes manuelles que présentait la Knight 2000. Aujourd'hui, l'interface de la voiture est entièrement tactile et vocale : la voice-box de KITT est représentée par un globe bleu où les ondes de la voix sont représentées en rouge. Un dispositif de projection interactif au toucher situé sur le dessus du tableau de bord permet d'afficher les informations, communications et autres visuels sur le pare-brise. Le capot du véhicule permet une utilisation similaire et peut également scanner des objets posés dessus. Enfin, la boîte à gants est entièrement polyvalente : en plus de contenir un clavier physique pour accéder aux données, elle peut servir de compartiment pour une arme, un analyseur, une imprimante, un créateur d'empreintes digitales et une pharmacie, entre autres.
Dans l'épisode pilote, la voice-box de KITT et le dispositif de projection sur le pare-prise sont remplacés par un écran tactile encastré dans la console du tableau de bord.
Au niveau armement, on apprend au fil de la saison que KITT est muni d'un grappin, d'un laser, d'un système d'impulsion électromagnétique (IEM en français ou EMP en anglais), d'un taser non-mortel, de lance-missiles, de Mitrailleuse, etc.
Les cascades et les voitures étant trop coûteuses, NBC préfère miser sur les effets numériques.

### Transformation
La « nano-peau » de KITT tient compte des transformations dans ses différents modes et différents véhicules tous ensemble. 
Une liste des véhicules dans lesquels KITT s'est transformé :
- Ford Mustang GT-500 KR ;
- Attack Mode (Ford Mustang GT-500 KR customisée) ;
- Ford F-150 ;
- Ford Crown Victoria Intercepteur de La police ;
- Ford E-150 Van ;
- Ford Mustang Warrior en cabriolet rose ;
- Ford Flex ;
- Submersible Sous-marin ;
- Changement de couleurs.

## Accueil

### Critiques
Sur le site Web d'agrégation de critiques Rotten Tomatoes, la série a reçu un accueil défavorable des critiques, avec une note de 6 % basée sur 16 avis.
Sur Metacritic, la série a reçu un accueil très mitigé des critiques, avec une note de 21 % basée sur 20 avis.
En France, l'accueil est aussi mitigé, le site Allociné lui donne une note 2.1⁄5 basé sur 97 avis.

### Audiences

#### Aux États-Unis
Malgré les très bonnes audiences, la NBC décide de ne pas renouveler une deuxième saison, le 19 mai 2009 la série est annulée.
| Saison   | Nombre d’épisodes | Diffusion originale | Diffusion originale | Diffusion originale | Diffusion originale            |
| Saison   | Nombre d’épisodes | Années              | Début de saison     | Fin de saison       | Audience moyenne (en millions) |
| -------- | ----------------- | ------------------- | ------------------- | ------------------- | ------------------------------ |
| Téléfilm | 18                | 2008                | 17 février 2008     | NC                  | 12,80                          |
| 1        | 18                | 2008-2009           | 24 septembre 2008   | 4 mars 2009         | 5,90                           |

## Commentaires
- L'épisode pilote a été hautement soutenu par David Hasselhoff, l'acteur principal de la série originale K 2000, qui y fait d'ailleurs une apparition dans le rôle de Michael Knight[4]. Il ne renouvellera pas ce soutien lors de la reprise de la série par Gary Scott Thompson.
- Gary Scott Thompson, producteur et show runner de la saison 1, a émis un avis très défavorable sur le pilote de cette série. En effet il n'a pas trop aimé les bases de l'épisode introductif. Pour lui, le rapport avec l'ancienne série n'est pas évident. La série entre ses mains, il y a imposé son style en y impliquant de gros changements par rapport à l'épisode pilote. Changements marqués, entre autres, par la voiture grandement modifiée.
- L'épisode Nom de code : Iguana contient un clin d'œil à la série originale. Les noms d'emprunt de Mike et Zoe sont respectivement Devon et Bonnie, en l'honneur de Devon Miles, directeur du FLAG, et de Bonnie Barstow, technicienne responsable de la maintenance de KITT dans les saisons 1, 3 et 4.

## DVD et Blu-ray
Le Retour de K 2000 est sorti le 28 juillet 2009 en coffret DVD sur un ensemble de quatre disques avec du matériel bonus.